# تیلکوه (سقز)
تیلکوه روستایی از توابع بخش زیویه در شهرستان سقز است که در استان کردستان ایران قرار دارد.

## جمعیت
این روستا در دهستان تیلکوه واقع شده و براساس سرشماری سال ۱۳۸۵، جمعیت آن ۹۶۶ نفر (۲۰۱ خانوار) بوده‌است.